# Austrolimnophila macrophallus
Austrolimnophila macrophallus är en tvåvingeart som beskrevs av Alexander 1958. Austrolimnophila macrophallus ingår i släktet Austrolimnophila och familjen småharkrankar.
Artens utbredningsområde är Madagaskar. Inga underarter finns listade i Catalogue of Life.